# Château Barde-Haut
 (décembre 2014).
Si vous disposez d'ouvrages ou d'articles de référence ou si vous connaissez des sites web de qualité traitant du thème abordé ici, merci de compléter l'article en donnant les références utiles à sa vérifiabilité et en les liant à la section « Notes et références ».
Le Château Barde-Haut est un domaine viticole de 17 hectares en Saint-Émilion Grand Cru. En 2012, il est promu « Grand Cru Classé » au sein du classement des vins de Saint-Émilion. Le domaine est localisé sur la commune de Saint-Christophe-des-Bardes au sein de la juridiction de Saint-Emilion, qui a été classée en 1999 au Patrimoine mondial de l'UNESCO.
Le château est également connu pour son architecture moderne et écoresponsable en acier Corten, surmonté d'une éolienne.

## Histoire

### Trois siècles d'histoire
La plus ancienne trace écrite de l'existence du domaine date de 1780, puisque la propriété figure sur la carte de Belleyme, sous le nom de « La Barde ». En 1830, le vignoble est constitué d'un seul tenant, il appartient alors à la veuve Laveau, et restera quasiment inchangé depuis lors. C'est à cette époque que la propriété devient « Château Barde-Haut ». De 1880 à 1944, le Château connaît une ascension qualitative importante, et est cité dans le classement Féret successivement comme « Second Cru de Saint-Emilion » et « Deuxième Premier Cru de Saint-Emilion ». 
C'est en 1944 qu'il devient la propriété de la famille Gasparoux, qui travaille au développement qualitatif et à la reconnaissance de ces vins alors que l'AOC Saint-Émilion connaît peu à peu un immense succès international. En 1997, l'ensemble du cuvier est refait à neuf, avec des petites cuves de 50 à 70 hl en béton et en bois permettant vinification parcellaire et travaille par gravité.

### XXIesiècle
En 2000, Sylviane Garcin-Cathiard, propriétaire des Châteaux Haut-Bergey, Branon (Pessac-léognan) et Clos l’Église (Pomerol) rachète le domaine, aujourd'hui géré par sa fille Hélène Garcin-Lévêque et le mari de cette dernière, Patrice Lévêque. En 2008, un projet de rénovation confié au cabinet Nadau-Lavergne démarre. L'inauguration des bâtiments aura lieu 3 ans plus tard, mettant en valeur un ensemble HQE (Haute Qualité Environnementale) marqué par des bâtiments en Corten rouillé et une éolienne surplombant le domaine.
En 2012, lors de la parution décennale du Classement des vins de Saint-Emilion, le Château, reconnu de longue date comme l’une des étoiles montantes de l’appellation, atteint la consécration en étant promu Grand Cru Classé.
Hélène et Patrice Garcin-Lévêque sont également propriétaires de Poesia estates, qui comprend Bodega Poesia, acquise en 2001 en Argentine, dans la province de Mendoza à Luján de Cuyo ; et Château Poesia, acquis en 2013, en AOC Saint-Emilion Grand Cru.

## Architecture
En 2011, le Château Barde-Haut fait peau neuve, inaugurant des chais novateurs et répondant aux normes HQE (Haute Qualité Environnementale). Cet ensemble couleur rouille répondait au désir de s'intégrer dans un paysage hors du commun classé au patrimoine mondial de l'UNESCO. Le cabinet d'architectes Nadau-Lavergne, qui a conçu l'ensemble explique la difficulté et l'intérêt du projet :
« Il s'agissait de concilier l’identité d’une terre, son exception et son cachet, avec les innovations techniques. Le choix d’une architecture contemporaine répond à cette apparente contradiction. »
L'ensemble des infrastructures présentées regroupe : 
- Des puits canadiens permettent de réduire les amplitudes thermiques pour les espaces intérieurs du chai et du cuvier, limitant d'autant la consommation d'énergie.
- La toiture végétalisée favorise l'insertion du volume contemporain dans le site, renforce l'isolation et filtre les eaux de pluie.
- Une éolienne fixée sur la toiture alimente l'éclairage extérieur des bâtiments.
- L'éclairage intérieur est assuré exclusivement par des ampoules LED.
- Les bâtiments sont isolés par l'extérieur pour une inertie thermique optimale.
- Des pompes à chaleur régulent la température des bâtiments.
- Les eaux de pluie sont récupérées et réutilisées pour l'usage au quotidien.
- Les eaux viticoles sont traitées puis dirigées vers une station d'épuration.

## Terroir
Le vignoble de 17 hectares s’étend d’un seul tenant sur des sols argilo-calcaires sur roche mère calcaire. Il forme un amphithéâtre orienté sud en direction de la vallée de la Dordogne.
L'âge moyen du vignoble est de 33 ans, on y trouve de très vieilles vignes plantées dans l'après-guerre, mais aussi de jeunes vignes vigoureuses dont les porte-greffes ont été adaptés au terroir dans lequel ils sont plantés.
L'encépagement est de 90% Merlot et 10% Cabernet franc.
La famille Garcin, impliquée dans la biodiversité sur l'ensemble des propriétés familiales, pratique une viticulture sans aucun herbicide ni engrais chimique. Le vignoble est géré selon les modalités de l'agriculture raisonnée.

## Vins
Le Château Barde-Haut produit deux vins :
- Barde-Haut, Saint-Emilion Grand Cru Classé
- Le Vallon de Barde-Haut, Saint-Emilion Grand Cru